# George Larkin

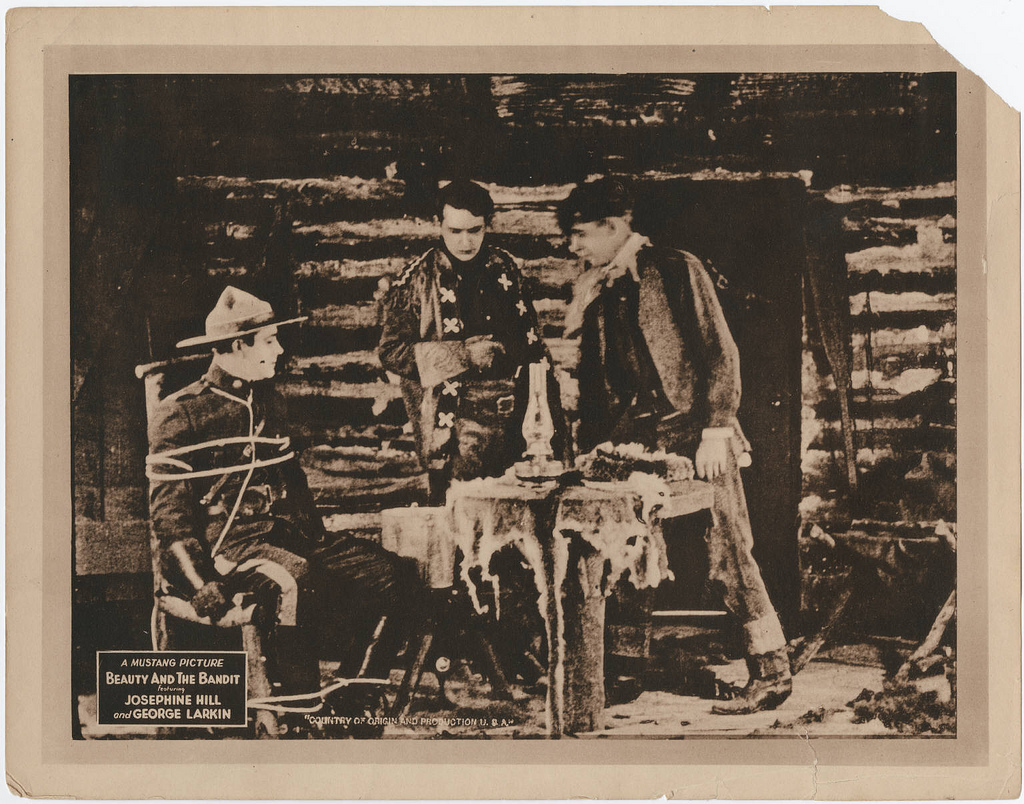
Beauty and the Bandit (1925), film protagonizado por Josephine Hill y George Larkin

George Larkin (11 de noviembre de 1887 – 27 de marzo de 1946) fue un actor cinematográfico de nacionalidad estadounidense, activo en la época del cine mudo. A lo largo de su carrera actuó en más de 150 filmes estrenados entre 1908 y 1931. 

## Biografía
Su nombre completo era George Alan Larkin, y nació en la ciudad de Nueva York. Su debut en el cine llegó con el cortometraje de Edison Studios Animated Snowballs, en 1908. Tras algunos cortos para Edison Studios, actuó para Pathé en filmes como An Arizona Romance (1910) y Cowboy Justice (1910).
Otras compañías para las que trabajó fueron Éclair, Kalem Company, y Reliance-Majestic Studio. Además, actuó junto a Ruth Roland en varios seriales cinematográficos. Su último film fue Alexander Hamilton, en 1931, con un pequeño papel sin acreditar. Fue su única película sonora.
Además de su carrera como actor, Larkin también escribió guiones junto a su esposa, siendo dos de ellos los de Bulldog Courage (1922) y The Pell Street Mystery (1924), ambas cintas protagonizadas por él.
Casado en 1919 con la actriz Ollie Kirkby, George Larkin falleció en Nueva York en 1946. Su archivo se encuentra en la Universidad de California.

## Selección de su filmografía

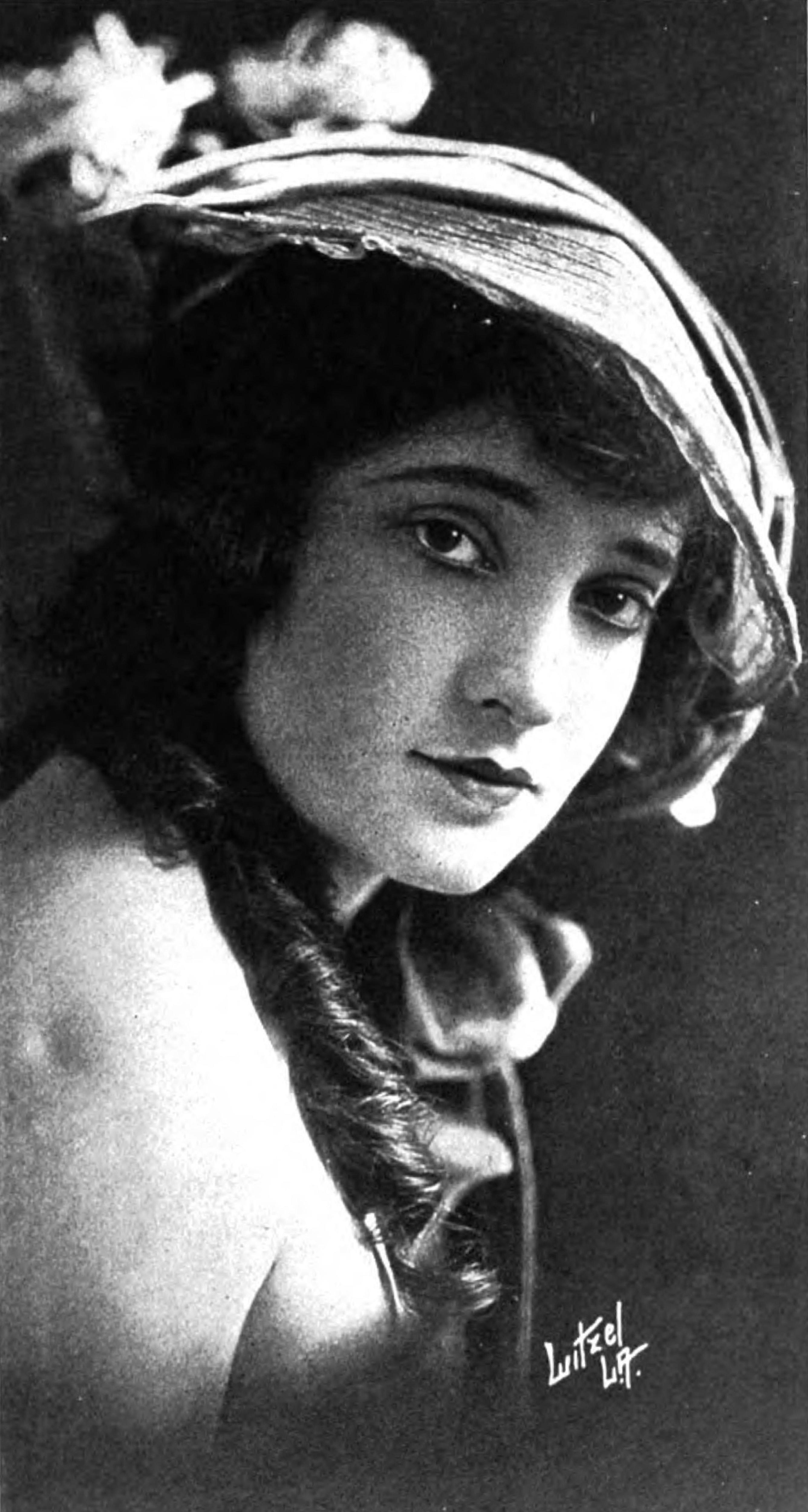
Ollie Kirkby, esposa de Larkin

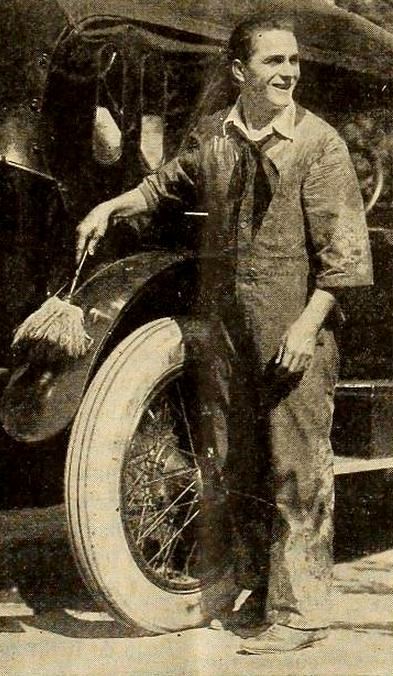
George Larkin en Film Fun, septiembre de 1919, p. 35.

- Animated Snowballs (1908)
- An Arizona Romance (1910)
- Cowboy Justice (1910)
- Robin Hood (1912)
- The Speed Limit (1913)
- The Body in the Trunk (1914)
- The Trey o' Hearts (1914)
- The Woman in the Case (1916)
- The Primitive Call (1917)
- Hands Up!
- The Devil's Trail (1919)
- The Tiger's Trail (1919)
- The Adventures of Ruth (1919)
- Terror of the Range (1919)
- The Lurking Peril (1919)
- Terror Trail (1921)
- Gentleman Unafraid (1923)
- The Pell Street Mystery (1924)
- Beauty and the Bandit (1925)
- Silver Fingers (1926)
- Midnight Rose (1928)
- Alexander Hamilton (1931)